# Nazionale maschile di pallacanestro del Giappone
La nazionale di pallacanestro giapponese (バスケットボール男子日本代表), selezione dei migliori giocatori di pallacanestro di nazionalità giapponese,  rappresenta il Giappone nelle manifestazioni internazionali di pallacanestro organizzate dalla FIBA. È gestita dalla Japan Basketball Association.

## Storia
Affiliata alla FIBA dal 1936, la nazionale giapponese ha partecipato a sei edizioni dei giochi olimpici, tra cui la prima a cui era presente il basket nel 1936, e a quattro edizioni dei Campionati Mondiali, senza però mai ottenere risultati di rilievo. 
Nel Mondiale 2023, da padrona di casa, per la prima volta sconfigge una squadra europea, battendo la Finlandia per 98-88 durante la fase a gironi. 
Nei Campionati asiatici, dove conta 28 presenze, ha ottenuto tutte le sue vittorie: quattordici medaglie, delle quali due ori, cinque argenti e sette bronzi.

## Piazzamenti
- Olimpiadi
- 1936 - 9°
- 1956 - 10°
- 1960 - 15°
- 1964 - 10°
- 1972 - 14°
- 1976 - 11°
- 2020 - 11°

Mondiali
- 1963 - 13°
- 1967 - 11°
- 1998 - 14°
- 2006 - 20°
- 2019 - 31°
- 2023 - 19°

- Campionati asiatici
- 1960 -  3°
- 1965 -  1°
- 1967 -  3°
- 1969 -  2°
- 1971 -  1°
- 1973 - 4°
- 1975 -  2°
- 1977 -  3°
- 1979 -  2°
- 1981 -  3°
- 1983 -  2°
- 1985 - 5°
- 1987 -  3°
- 1989 - 4°
- 1991 -  3°
- 1993 - 7°
- 1995 -  3°
- 1997 -  2°
- 1999 - 5°
- 2001 - 6°
- 2003 - 6°
- 2005 - 5°
- 2007 - 8°
- 2009 - 10°
- 2011 - 7°
- 2013 - 9°
- 2015 - 4°
- 2017 - 9°

- Giochi asiatici
- 1951 -  2°
- 1954 -  3°
- 1958 -  3°
- 1962 -  2°
- 1966 - 4°
- 1970 -  3°
- 1974 - 7°
- 1978 - 4°
- 1982 -  3°
- 1986 - 6°
- 1990 - 4°
- 1994 -  3°
- 1998 - 10°
- 2002 - 6°
- 2006 - 6°
- 2010 - 4°
- 2014 -  3°
- 2018 - 7°

## Formazioni

### Olimpiadi
Pallacanestro ai Giochi della XI Olimpiade4 Tanaka, 5 Yokoyama, 6 Nakae, 7 Maeda, 8 Kanagoki, 9 Ingen, 10 Matsui, 11 Chō, 12 Ri, 13 Munakata, 14 Yoshii,        All. Nobuaki Asano
Pallacanestro ai Giochi della XVI Olimpiade3 Itoyama, 4 Fujita, 5 Sugiyama, 6 Arai, 7 Saitō, 8 Shōji, 9 Konno, 10 Noborisaka, 11 Imaizumi, 12 Ōhira, 13 Nara,        All. Tetsuo Ōba
Pallacanestro ai Giochi della XVII Olimpiade3 Itoyama, 4 Sugiyama, 5 Saitō, 6 Shōji, 7 Imaizumi, 8 Kamata, 9 Kanekawa, 10 Nara, 11 Ōshima, 12 Wakabayashi, 13 Shiga, 15 Masuda,        All. Masayasu Maeda
Pallacanestro ai Giochi della XVIII Olimpiade4 Nara, 5 Wakabayashi, 6 Shiga, 7 Nakamura, 8 Masuda, 9 Bai, 10 Fujie, 11 Kaihō, 12 Egawa, 13 Moroyama, 14 Tsunoda, 15 Kodama,        All. Shirō Yoshii
Pallacanestro ai Giochi della XX Olimpiade4 Taniguchi, 5 Sugita, 6 Yokoyama, 7 Abe, 8 Sōda, 9 Hattori, 10 Yoshikawa, 11 Sakai, 12 Chigusa, 13 Mori, 14 Somatomo, 15 Numata,        All. Shigeyoshi Kasahara
Pallacanestro ai Giochi della XXI Olimpiade - Torneo maschile4 Abe, 5 Chigusa, 6 Mori, 7 Yūki, 8 Fujimoto, 9 Numata, 10 Kuwata, 11 Yamamoto, 12 Shimizu, 13 Saitō, 14 Kitahara, 15 Hamaguchi,        All. Masahiko Yoshida
Pallacanestro ai Giochi della XXXII Olimpiade - Torneo maschile2 Togashi, 6 Hiejima, 8 Hachimura, 9 Vendrame, 12 Y. Watanabe, 14 Kanamaru, 18 Baba, 23 Edwards, 24 Tanaka, 32 Schafer, 34 H. Watanabe, 88 Harimoto,        All. Julio Lamas
Pallacanestro ai Giochi della XXXIII Olimpiade - Torneo maschile2 Togashi, 4 Jacobs, 5 Kawamura, 6 Hiejima, 7 Toews, 8 Hachimura, 12 Y. Watanabe, 18 Baba, 24 Hawkinson, 30 Tominaga, 34 H. Watanabe, 91 Yoshii,        All. Tom Hovasse

### Campionati del mondo
Campionato mondiale maschile di pallacanestro 19634 Nara, 5 Tsunoda, 6 Ōshima, 7 Wakabayashi, 8 Shiga, 9 Nakamura, 10 Okayama, 11 Masuda, 12 Yamaguchi, 13 Egawa, 14 Awano, 15 Moroyama,        All. Shirō Yoshii
Campionato mondiale maschile di pallacanestro 19674 Wakabayashi, 5 Nakamura, 6 Yoshida, 7 Egawa, 8 Moroyama, 9 Kodama, 10 Kimura, 11 Igarashi, 12 Taniguchi, 13 Hattori, 15 Sōda,        All. Shigeyoshi Kasahara
Campionato mondiale maschile di pallacanestro 19984 Yamazaki, 5 Yūki, 6 Nagano, 7 Sako, 8 Hasegawa, 9 Orimo, 10 Setsumasa, 11 Minamiyama, 12 Takahashi, 13 Furuta, 14 Sakumoto, 15 Tominaga,        All. Mototaka Kohama
Campionato mondiale maschile di pallacanestro 20064 Kawamura, 5 Yamada, 6 Sakurai, 7 Igarashi, 8 Kashiwagi, 9 Orimo, 10 K. Takeuchi, 11 Amino, 12 Setsumasa, 13 Furuta, 14 Itō, 15 J. Takeuchi,        All. Željko Pavličević
Campionato mondiale maschile di pallacanestro 20193 Se. Andō, 6 Hiejima, 7 Shinoyama, 8 Hachimura, 10 K. Takeuchi, 12 Watanabe, 13 Sh. Andō, 15 Takeuchi, 18 Baba, 22 Fazekas, 24 Tanaka, 32 Schafer,        All. Julio Lamas
Campionato mondiale maschile di pallacanestro 20232 Togashi, 5 Kawamura, 6 Hiejima, 12 Watanabe, 18 Baba, 19 Nishida, 24 Hawkinson, 30 Tominaga, 31 Hara, 75 Inoue, 91 Yoshii, 99 Kawasanada,        All. Tom Hovasse

### Campionati asiatici
Campionato asiatico maschile di pallacanestro 1960Īda, Imaizumi, Itoyama, Kamata, Kanekawa, Kimura, Masuda, Ōshima, Saitō, Shiga, Shōji, Wakabayashi, Yokoyama, All. -
Campionato asiatico maschile di pallacanestro 1965Egawa, Fujie, A. Kodama, S. Kodama, Komiya, Masuda, Moroyama, Nakamura, Shiga, Taniguchi, Wakabayashi, Yoshida, All. -
Campionato asiatico maschile di pallacanestro 1967Egawa, Igarashi, Kakuta, A. Kodama, S. Kodama, Moroyama, Nakamura, Shiga, Sugita, Wakabayashi, Yamamoto, Yoshida, All. -
Campionato asiatico maschile di pallacanestro 20014 Furuta, 5 Setsumasa, 6 Goto, 7 Kita, 8 Okita, 9 Orihara, 10 Shōji, 11 Ishizaka, 12 Watanabe, 13 Itō, 14 Aono, 15 Ono,        All. -
Campionato asiatico maschile di pallacanestro 20034 Kashiwakura, 5 Satō, 6 Hotta, 7 Igarashi, 8 Aono, 9 Nakamura, 10 Itō, 11 Amino, 12 Watanabe, 13 Furuta, 14 Ishizaka, 15 Takahashi,        All. Željko Pavličević
Campionato asiatico maschile di pallacanestro 20054 Kawamura, 5 Yamada, 6 Sakurai, 7 Igarashi, 8 Kashiwagi, 9 Nakamura, 11 Amino, 12 Kajimaya, 13 Furuta, 14 Itō, 15 Takeuchi,        All. Željko Pavličević
Campionato asiatico maschile di pallacanestro 20074 Kawamura, 5 Yamada, 6 Sakurai, 7 Sako, 8 Kashiwagi, 9 Orimo, 10 K. Takeuchi, 11 Amino, 12 Igarashi, 13 Aono, 14 Sakuragi, 15 J. Takeuchi,        All. Kimikazu Suzuki
Campionato asiatico maschile di pallacanestro 20094 Okada, 5 Yamada, 6 Sakurai, 7 Igarashi, 8 Kashiwagi, 9 Orimo, 10 K. Takeuchi, 11 Amino, 12 Takeda, 14 Itō, 15 J. Takeuchi,        All. Osamu Kuraishi
Campionato asiatico maschile di pallacanestro 20114 Matsui, 5 Takeda, 6 Sakurai, 7 Ishizaki, 8 Kashiwagi, 9 Kawamura, 10 K. Takeuchi, 11 Amino, 12 Hirose, 13 Shonaka, 14 Ōta, 15 J. Takeuchi,        All. Thomas Wisman
Campionato asiatico maschile di pallacanestro 20134 Matsui, 5 Tanaka, 6 Hiejima, 7 Ōta, 8 Watanabe, 9 Kurihara, 10 Takeuchi, 11 Sakurai, 12 Sakuragi, 13 Tsuji, 14 Kanamaru, 15 Ichioka,        All. Kimikazu Suzuki
Campionato asiatico maschile di pallacanestro 20151 Tabuse, 6 Hiejima, 8 Ōta, 10 Hashimoto, 14 Kanamaru, 15 Takeuchi, 16 Matsui, 17 Arao, 24 Tanaka, 25 Furukawa, 34 Ono, 42 Hirose,        All. Kenji Hasegawa
Campionato asiatico maschile di pallacanestro 20170 Hashimoto, 2 Togashi, 6 Hiejima, 7 Shinoyama, 8 Ōta, 10 Takeuchi, 18 Baba, 24 Tanaka, 25 Furukawa, 34 Ono, 35 Brown, 88 Harimoto,        All. Julio Lamas
Campionato asiatico maschile di pallacanestro 20222 Togashi, 3 Evans, 12 Watanabe, 16 Satō, 17 Suda, 19 Nishida, 33 Kawamura, 39 Tominaga, 45 Toews, 71 Inoue, 88 Harimoto, 91 Yoshii,        All. Tom Hovasse
Template:Giappone maschile pallacanestro asiatico 2025

### Giochi asiatici
Pallacanestro ai I Giochi asiaticiArai, Hachiya, Ikeda, Iwao, Katayama, Matsuoka, Ogura, Okubo, Saito, Takahashi, Tsudi, All. -
Pallacanestro ai II Giochi asiaticiH. Arai, J. Arai, R. Arai, Itoyama, Kinoshita, Konno, Nagashima, Noguchi, H. Saitō, S. Saitō, Shōji, Sugiyama, All. -
Pallacanestro ai III Giochi asiaticiAoki, Fujita, Imaizumi, Itoyama, Kamata, Kanekawa, Kawamoto, Kimura, Nara, Saitō, Shōji, Sugawara, Sugiyama, Wakabayashi, All. Seiichi Morisawa
Pallacanestro ai IV Giochi asiaticiKamata, Kaneda, Kawai, Kimura, Kuwabara, Masuda, Nakamura, Nara, Ōshima, Shiga, Wakabayashi, All. -
Pallacanestro ai VI Giochi asiaticiAbe, Awano, Igarashi, Kimura, Kodama, Mori, Moroyama, Sakai, Sōda, Somatomo, Taniguchi, Yokoyama, All. -
Pallacanestro ai IX Giochi asiatici4 Kitahara, 5 Okayama, 6 Mikami, 7 Kato, 8 Baba, 9 Kumagai, 10 Ono, 11 Nakajima, 12 Takaki, 13 Otsuka, 14 Seto, 15 Ikeuchi,        All. Yoshiaki Shimizu
Pallacanestro agli XI Giochi asiatici4 Rikukawa, 5 Satō, 6 Tanaka, 7 Higashi, 8 Shimomura, 9 Tsujimura, 10 Masumi, 11 Gotō, 12 Toyama, 13 Yamazaki, 14 Yasuda, 15 Miura,        All. Yoshiaki Shimizu
Pallacanestro ai XII Giochi asiatici4 Kaneko, 5 Yamazaki, 6 Yūki, 7 Miyata, 8 Miyake, 9 Goto, 10 Orimo, 11 Sako, 12 Abe, 13 Hasegawa, 14 Furuta, 15 Sekiguchi,        All. James Gordon
Pallacanestro ai XIV Giochi asiatici4 Itō, 5 Shinohara, 6 Ishizaka, 7 Kita, 8 Setsumasa, 9 Orimo, 10 Ono, 11 Kan, 12 Watanabe, 13 Furuta, 14 Handa, 15 Takahashi,        All. Kenji Yoshida
Pallacanestro ai XV Giochi asiatici4 McArthur, 5 Ono, 6 Sakurai, 7 Sako, 8 Kashiwagi, 9 Orimo, 10 K. Takeuchi, 11 Amino, 12 Watanabe, 13 Aono, 14 Itō, 15 J. Takeuchi,        All. Kimikazu Suzuki
Pallacanestro ai XVI Giochi asiatici4 Okada, 5 Yamada, 6 Sakurai, 7 Ishizaki, 8 Hirose, 9 Kinoshita, 10 K. Takeuchi, 11 Amino, 12 Takeda, 13 Tabuse, 14 Itō, 15 J. Takeuchi,        All. Thomas Wisman
Pallacanestro ai XVII Giochi asiatici4 Ishizaki, 5 Ono, 6 Hiejima, 7 Furukawa, 8 Ōta, 9 Tsuji, 10 K. Takeuchi, 11 Tanaka, 12 Harimoto, 13 Togashi, 14 Kanamaru, 15 J. Takeuchi,        All. Kenji Hasegawa
Pallacanestro ai XVIII Giochi asiatici3 Tsuji, 4 Nakamura, 8 Ōta, 9 Vendrame, 13 Hashimoto, 27 Kumagae, 30 Imamura, 32 Schafer, 41 Satō, 43 Nagayoshi, 65 Tamaki, 88 Harimoto,        All. Herman Mandole
Pallacanestro ai XIX Giochi asiatici0 Terashima, 2 Saitō, 6 Akaho, 11 Kumagai, 12 Nishino, 14 Satō, 15 Ichikawa, 21 Hiraiwa, 25 Kawashima, 29 Hosokawa, 30 Imamura, 44 Yoneyama,        All. Corey Gaines

## Nazionali giovanili
- Nazionale Under-18
- Nazionale Under-16